# Katarzyna Piekart
Katarzyna Piekart (ur. 5 marca 1986 w Siedlcach) – polska niepełnosprawna lekkoatletka, złota i  brązowa medalistka igrzysk paraolimpijskich w rzucie oszczepem, wicemistrzyni świata i Europy.

## Życiorys
Urodziła się z niedowładem lewej ręki. Ukończyła studia licencjackie w rodzinnych Siedlcach, magisterium uzyskała na Akademii Leona Koźmińskiego w Warszawie.
Zaczęła uprawiać sport w szkole podstawowej. Jest zawodniczką Integracyjnego Klubu Sportowego IKS Siedlce, jej trenerem jest Winicjusz Nowosielski. Pierwsze międzynarodowe sukcesy odniosła w 2011. Na mistrzostwach świata IWAS zdobyła srebrny medal w rzucie oszczepem, a także brązowe medale w biegach na 100 m i 200 m. W 2012 wywalczyła złoty medal na letnich igrzyskach paraolimpijskich w Londynie (ustanawiając wówczas rekord świata). W 2015 została wicemistrzynią świata, a rok później zajęła trzecie miejsce na kolejnych Letnich Igrzyskach Paraolimpijskich w Rio de Janeiro.
Jest laureatką Konkursu Lady D. im. Krystyny Bochenek (2013). Odznaczona dwukrotnie Złotym Krzyżem Zasługi (2013 i 2016).

## Wyniki
| Rok  | Zawody                   | Miejscowość    | Konkurencja              | Wynik       | Pozycja     |
| ---- | ------------------------ | -------------- | ------------------------ | ----------- | ----------- |
| 2002 | Mistrzostwa świata       | Lille          | Bieg na 400 metrów (T46) | 1:04,43     | 7. miejsce  |
| 2002 | Mistrzostwa świata       | Lille          | Bieg na 800 metrów (T46) | 2:33,72     | 5. miejsce  |
| 2003 | Mistrzostwa Europy       | Essen          | Bieg na 200 metrów (T46) | 32,84       | 8. miejsce  |
| 2003 | Mistrzostwa Europy       | Essen          | Bieg na 400 metrów (T46) | 1:03,46     | 4. miejsce  |
| 2003 | Mistrzostwa Europy       | Essen          | Rzut oszczepem (F46)     | 24,25       | 3. miejsce  |
| 2008 | Igrzyska paraolimpijskie | Pekin          | Bieg na 100 metrów (T46) | 13,20 (el.) | 10. miejsce |
| 2008 | Igrzyska paraolimpijskie | Pekin          | Bieg na 200 metrów (T46) | 27,25 (el.) | 11. miejsce |
| 2008 | Igrzyska paraolimpijskie | Pekin          | Rzut oszczepem (F42–46)  | 29,47       | 10. miejsce |
| 2011 | Mistrzostwa świata       | Christchurch   | Bieg na 200 metrów (T46) | 27,74 (el.) | 9. miejsce  |
| 2011 | Mistrzostwa świata       | Christchurch   | Rzut oszczepem (F46)     | 31,91       | 4. miejsce  |
| 2012 | Igrzyska paraolimpijskie | Londyn         | Bieg na 100 metrów (T46) | 13,10       | 4. miejsce  |
| 2012 | Igrzyska paraolimpijskie | Londyn         | Bieg na 200 metrów (T46) | 27,18       | 7. miejsce  |
| 2012 | Igrzyska paraolimpijskie | Londyn         | Rzut oszczepem (F46)     | 41,15       | 1. miejsce  |
| 2013 | Mistrzostwa świata       | Lyon           | Bieg na 100 metrów (T46) | 14,04       | 7. miejsce  |
| 2013 | Mistrzostwa świata       | Lyon           | Bieg na 200 metrów (T46) | DSQ         | DSQ         |
| 2015 | Mistrzostwa świata       | Doha           | Bieg na 100 metrów (T47) | 13,30       | 11. miejsce |
| 2015 | Mistrzostwa świata       | Doha           | Skok w dal (T47)         | 5,13        | 9. miejsce  |
| 2015 | Mistrzostwa świata       | Doha           | Rzut oszczepem (F46)     | 39,28       | 2. miejsce  |
| 2016 | Igrzyska paraolimpijskie | Rio de Janeiro | Bieg na 100 metrów (T47) | 13,36 (el.) | 9. miejsce  |
| 2016 | Igrzyska paraolimpijskie | Rio de Janeiro | Skok w dal (T47)         | 5,05        | 8. miejsce  |
| 2016 | Igrzyska paraolimpijskie | Rio de Janeiro | Rzut oszczepem (F46)     | 41,07       | 3. miejsce  |
| 2018 | Mistrzostwa Europy       | Berlin         | Skok w dal (T47)         | DNS         | DNS         |
| 2018 | Mistrzostwa Europy       | Berlin         | Rzut oszczepem (F46)     | 32,59       | 2. miejsce  |
| 2019 | Mistrzostwa świata       | Dubaj          | Rzut oszczepem (F46)     | 34,73       | 6. miejsce  |
| 2021 | Mistrzostwa Europy       | Bydgoszcz      | Rzut oszczepem (F46)     | 34,89       | 3. miejsce  |